# 젤다 컬렉션

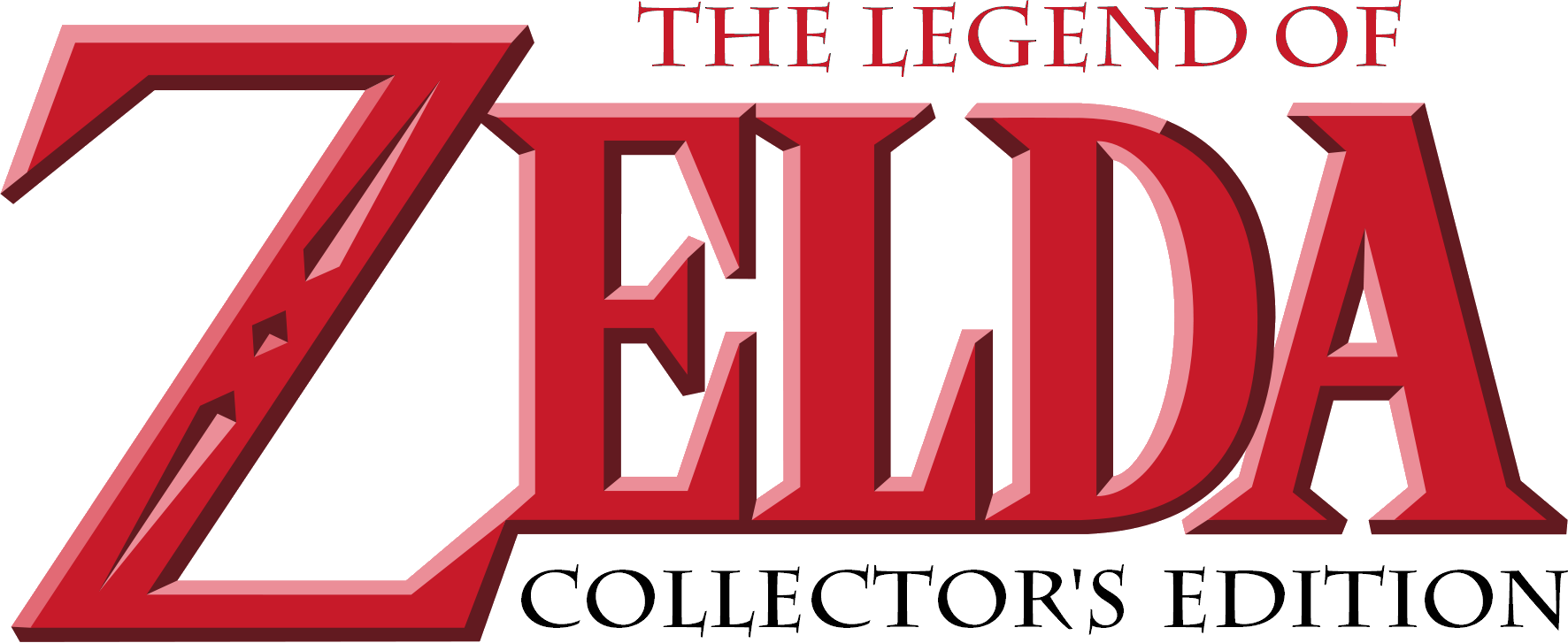

젤다 컬렉션은 닌텐도가 개발하고 판매한 게임큐브용 비디오 게임이다. 패미컴과 닌텐도 64로 발매되었던 젤다의 전설, 링크의 모험, 젤다의 전설 시간의 오카리나, 젤다의 전설 무쥬라의 가면의 합본이다.